# Cneoridium dumosum (Nuttall) Hooker F. Collected March 26, 1960, at an Elevation of about 1450 Meters on Cerro Quemazón, 15 Miles South of Bahía de Los Angeles, Baja California, México, Apparently for a Southeastward Range Extension of Some 140 Miles
"Cneoridium dumosum (Nuttall) Hooker F. Collected March 26, 1960, at an Elevation of about 1450 Meters on Cerro Quemazón, 15 Miles South of Bahía de Los Angeles, Baja California, México, Apparently for a Southeastward Range Extension of Some 140 Miles" (lit. "Cneoridium dumosum (Nuttall) Hooker F. Coletada em 26 de Março de 1960, a uma Elevação de Aproximadamente 1 450 Metros no Cerro Quemazón, 15 Milhas ao Sul da Bahía de Los Angeles, Baja Califórnia, México, de uma Faixa que Aparentemente se Estende por umas 140 Milhas") é um artigo científico humorístico (ou paródia), mas factual, do botânico estadunidense Reid Moran do Museu de História Natural de San Diego.

## Conteúdo
O artigo é sobre a espécie de planta Cneoridium dumosum. Encerrado por seu título extenso, contendo todos os pontos-chave de Moran e seus copiosos agradecimentos, o texto do corpo do artigo, na íntegra, é:
I got it there then (8068).
algo como "Foi lá que eu a obtive naquele momento", compreendendo apenas cinco palavras, o número de referência entre parênteses do espécime coletado e um ponto. O artigo finaliza com uma seção de agradecimentos de 28 linhas, ou seja, 28 vezes maior que o texto principal.
Uma das frases fechamento de Moran:
Last but not least, I cannot fail to mention my deep indebtedness to my parents, without whose early cooperation this work would never have been possible.
que traduz para "Por último, mas não menos importante, não posso deixar de mencionar minha profunda dívida para com meus pais, sem cuja cooperação inicial este trabalho nunca teria sido possível", também foi usado pelo biólogo George Yatskievych, devidamente citado, em 1982. Em um obituário para Moran, publicado pela The San Diego Union-Tribune, o colega botânico Tom Oberbauer observou que Moran "tinha um senso de humor seco".

## Publicação
O artigo foi publicado em 1962 no volume 16, página 272, do jornal Madroño da California Botanical Society. O artigo inteiro foi republicado sob o título "Reprinted Classic Madroño Articles" (lit. "Artigos Clássicos Reimpressos da Madroño") no volume 60, p. 359 em 2013, ano do centenário da California Botanical Society.